# Великий трамплін (фільм)
«Великий трамплін» (рос. «Большой трамплин») — радянський художній фільм, поставлений на кіностудії Білорусьфільм в 1973 році режисером  Леонідом Мартинюком.

## Сюжет
Тринадцятирічний Саша Лавров займається стрибками з трампліну. Чимало труднощів доводиться подолати, щоб вийти на великий трамплін. Тепер потрібно на ньому втриматися.

## У ролях
- Олександр Будихо, Андрій Будихо — Саша Лавров
- Еммануїл Віторган — Жегланов
- Лариса Леонова — мама Саші
- Віка Булигіна — Віка Новожилова
- Олександр Козлов — Юра Сокольников
- Віктор Карбатов — Вася Васін
- Степан Крилов — Микитович
- Галина Рогачова — Галина Борисівна
- Павло Кормунін — начальник відділу кадрів

## Знімальна група
- Сценарій —  Леонід Браславський
- Режисер —  Леонід Мартинюк
- Оператор —  Дмитро Зайцев
- Художники —  Володимир Чернишов
- Композитор —  Шандор Каллош